# Museu Egipci de Melilla
 El Museu Egipci de Melilla és un museu d'art egipci de la ciutat espanyola de Melilla. És un dels dos únics museus d'art egipci d'Espanya, juntament amb el de Barcelona. Va obrir les portes en 2021, compta amb tres plantes dedicades a l'exposició.